# Sort sol

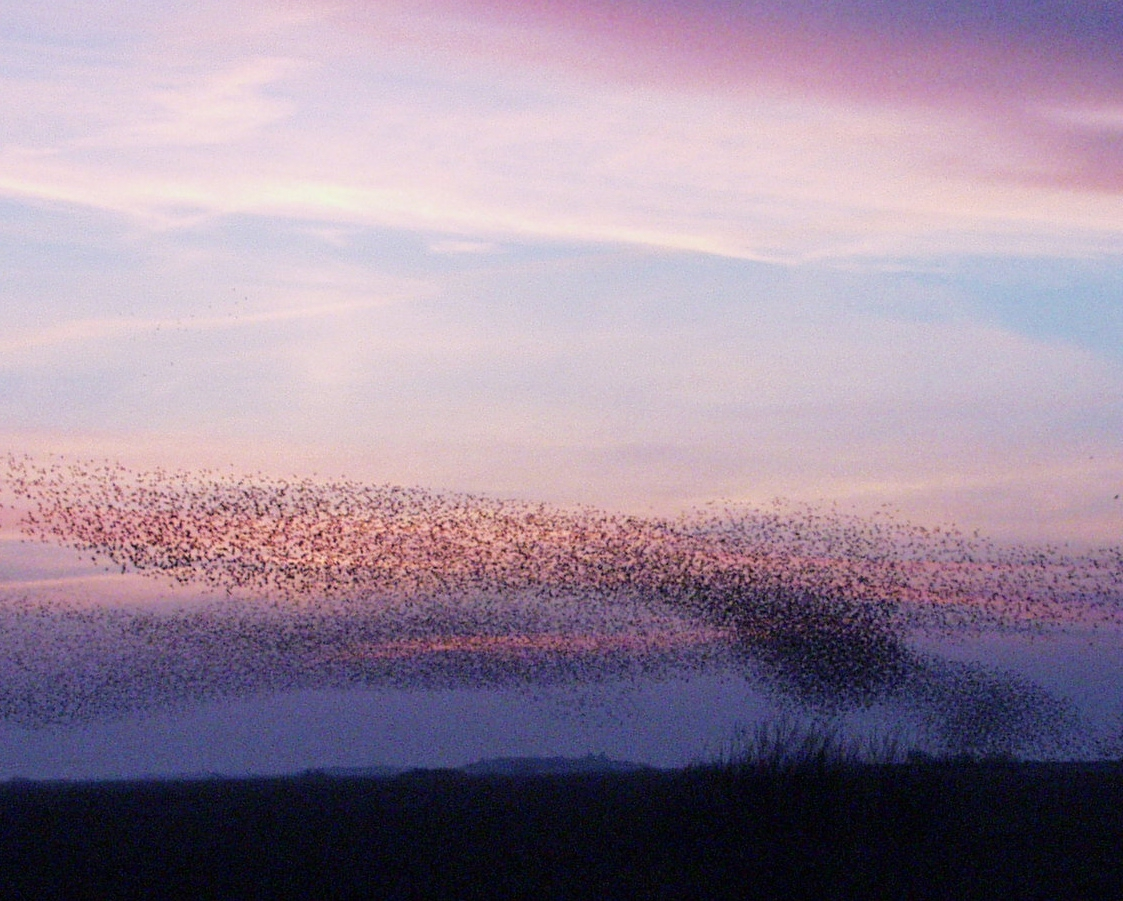
Una formación de estorninos en los pantanos cerca de Tønder, Dinamarca.

Sort sol es un fenómeno natural en los pantanos en el suroeste de Jutlandia, Dinamarca, en especial en el pantano cerca de Tønder y Ribe. Un número muy grande de estorninos migratorios se congregan allí cada primavera y cada otoño cuando se desplazan entre sus campos de invernada en el sur de Europa y sus territorios de reproducción estivales en Escandinavia y otros países de la zona del mar Báltico.
El sort sol se produce apenas se ha puesto el sol. Las aves se concentran en grandes bandadas y conforman gigantescas formaciones en el cielo justo antes de elegir una ubicación para pasar la noche. Los movimientos de las formaciones han sido comparados con una especie de danza o ballet y la cantidad de aves es tan grande que las mismas parece que literalmente oscurecen el atardecer, de allí proviene el término "sort sol" (que en danés significa "sol negro"). Sort sol en el pantano cerca de Tønder puede llegar a comprender una formación de hasta un millón de aves. Por lo general las bandadas de más de medio millón de individuos suelen desmembrarse a causa del exceso de perturbaciones internas entre los individuos que conforman la bandada.